# Tengely Gábor
Tengely Gábor (Ózd, 1979. –) magyar bábszínész, bábrendező, egyetemi tanár. 

## Életpályája
1985–1993 között a Borsodnádasdi Általános Iskolában tanult. 1993–1997 között a budapesti Katona József Gimnázium tanulója volt, közben 1993–1995 között a Cilinder Színpad és Művészeti Iskolában is tanult. 1997–2000 között a Kolibri Színház stúdiósa volt. 2000–2004 között a Színház- és Filmművészeti Egyetem hallgatója volt, bábszínész szakon.
Diplomaszerzése után a zalaegerszegi Griff Bábszínház tagja lett. Egy szabadúszó rendezőként, színészként eltöltött évad után a kecskeméti Ciróka Bábszínház tagja lett. 2008-tól a győri Vaskakas Bábszínház tagja színészként, 2012–2018 között főként rendezőként dolgozott a teátrumban.
A Színház- és Filmművészeti Egyetemen osztályvezető tanár volt, az intézmény doktori iskolájának hallgatója.

## Főbb színházi munkái
- A bosszúálló tragédiája – bábos, Színház – és Filmművészeti Egyetem (Ódry Színpad)
- A dzsungel könyve – színész, 2006., Griff Bábszínház
- A harmadik hableány – rendező, szerző, 2014., Mesebolt Bábszínház
- A hazug – bábos, 2004., Színház- és Filmművészeti Egyetem (Ódry Színpad)
- A Ludas – rendező, Zsámbéki Színházi és Művészeti Bázis
- A teremtés – színész, 2009., Vaskakas Bábszínház
- Állampolgári ismeretek – rendező, 2013., Zsámbéki Színházi és Művészeti Bázis
- Amália – rendező, 2009., Mesebolt Bábszínház
- Az iglic – rendező, 2013., Katona József Színház
- Bernarda Alba – rendező,látvány, 2010., Vaskakas Bábszínház
- Borsószem hercegkisasszony – színész, 2011., Vaskakas Bábszínház
- Cinege, cinege, kismadár- színész, 2009., Vaskakas Bábszínház
- Csillagfiú – rendező, 2008., Budapest Bábszínház
- Csillagszedő Márió – rendező, 2013.- Vaskakas Bábszínház
- Csizmás Kandúr – színész, 2012., Vaskakas Bábszínház
- Csongor és Tünde – rendező, 2012., Nemzeti Színház
- Elefánttemető – rendező, 2010., Merlin
- Én, Antigoné –  rendező, Veszprémi Kabóca Bábszínház
- Farkas és Piroska – rendező, 2007., Ciróka Bábszínház
- Farkas és Piroska – rendező, Ciróka Bábszínház
- Gardénia – fény, K. V. Társulat
- Hajnali csillag peremén – rendező, 2010., Budapest Bábszínház
- Hanyistók, avagy a grófkisasszony és a lápi szörny története – rendező, Vaskakas Bábszínház
- Hessmese – rendező, 2016, Csokonai Színház
- Hoppláda – színész, 2009., Vaskakas Bábszínház
- Isten éltessen, Borisz! színész, 1999., Kolibri Gyermek- és Ifjúsági Színház
- Kádár Kata Revü – rendező, Vaskakas Bábszínház
- Kicsi nyuszi hopp hopp – bábok, 2010., Manna Produkció
- Kupidó – bábok, konzultáns, 2009.- Orlai Produkciós Iroda
- Kutyaélet – színész, 2005.,Veszprémi Kabóca Bábszínház
- La Fontaine mesék – konzulens, 2014., Vaskakas Bábszínház
- Lenn, a nyuszi barlangjában – színész, 2008., Ciróka Bábszínház
- Marius von Mayenburg: PERPLEX – rendező, Nemzeti Színház
- Mese a halászról és az aranyhalról – színész, 2008., Budapest Bábszínház
- Mindennapi kenyerünk (Täglich Brot) – színész, 2004., Színház- és Filmművészeti Egyetem (Ódry Színpad)
- Olympos High School- rendező, 2011., Színház- és Filmművészeti Egyetem (Ódry Színpad)
- Ördögszekér-Sárkerep – színész, 2004., Griff Bábszínház
- Pecsenyehattyú és más mesék – színész, 2011., Vaskakas Bábszínház
- Péter Pán – bábos, Budapest Bábszínház
- post mortem K. D. – rendező, 2007., Mesebolt Bábszínház
- Pöpőpapa és a Kutyákok – bábos, 2007., Ciróka Bábszínház
- Repülési lecke kezdőknek – rendező, Vaskakas Bábszínház
- Rozi az égen – rendező, 2010., Budapest Bábszínház
- Sötétség borítja a Földet – színész, 2004., Thália Színház
- Szellő a füzesben – bábos, 2003., Színház- és Filmművészeti Egyetem (Ódry Színpad)
- Varázsfuvola – színész, 2010., Vaskakas Bábszínház
- Vas Laci!- rendező, író, 2013., Vaskakas Bábszínház
- Világszépe – színész, 2005., Griff Bábszínház
- Volt egyszer egy Mari nevű szekrény…- rendező, színész, Vaskakas Bábszínház
- 1000 + 1 éjszaka meséi – színész, 2011., Vaskakas Bábszínház

## Díjai, elismerései
- XIV. Pécsi Nemzetközi Felnőttbáb Fesztiválon – a Magyar Bábművészek szövetsége különdíja a legjobb pályakezdő rendezőnek: Én, Antigoné; Post mortem K.D. (2007)
- V. Gyermekszínházi Szemle – "a műfaj kiemelkedő alkotása" oklevél, a Fővárosi Önkormányzat díja, Üveghegy-díj: Amália, szombathelyi Mesebolt Bábszínház (2009)
- V. Gyermek- és Ifjúsági Színházak Biennáléja (2010) – a Művészetek Palotája különdíja (Hoppláda)
- Magyarországi Bábszínházak X. Találkozója – fődíj: Repülési lecke kezdőknek, a Vaskakas Bábszínház és az Európai Szabadúszó Művészek Egyesülete (ESZME) közös előadása (2010)
- Blattner Géza-díj (2011)
- VI. Gyermekszínházi Szemle – a Nemzeti Erőforrás Minisztérium díja: Hajnali csillag peremén, Budapest Bábszínház (2011)